# Andrew Mangiapane
Andrew Mangiapane (né le 4 avril 1996 à Bolton dans la province de l'Ontario au Canada) est un joueur professionnel canadien de hockey sur glace. Il évolue au poste d'ailier gauche.

## Biographie

### Carrière en club
En 2013, il commence sa carrière en junior majeur avec les Colts de Barrie dans la Ligue de hockey de l'Ontario. Il est choisi au sixième tour, en cent-soixante-sixième position par les Flames de Calgary lors du repêchage d'entrée dans la LNH 2013. Le 31 décembre 2017, il joue son premier match dans la Ligue nationale de hockey avec les Flames face aux Blackhawks de Chicago. Le 13 janvier 2019, il enregistre son premier point dans la LNH, une assistance face aux Coyotes de l'Arizona. Il marque son premier but le 9 février 2019 chez les Canucks de Vancouver.

### Carrière internationale
Il représente le Canada au niveau international.

## Statistiques

### En club
| Saison     | Équipe                           | Ligue        |     | Saison régulière | Saison régulière | Saison régulière | Saison régulière | Saison régulière |    | Séries éliminatoires | Séries éliminatoires | Séries éliminatoires | Séries éliminatoires | Séries éliminatoires |
| Saison     | Équipe                           | Ligue        | PJ  | B                | A                | Pts              | Pun              | PJ               | B  | A                    | Pts                  | Pun                  |                      |                      |
| 2012-2013  | Canadiens Jr. U18 AAA de Toronto | GTHL[Quoi ?] | 32  | 14               | 22               | 36               | 22               | 7                | 5  | 2                    | 7                    | 8                    |                      |                      |
| 2012-2013  | Canadiens Jr. de Toronto         | LHJO         | 4   | 0                | 0                | 0                | 2                | -                | -  | -                    | -                    | -                    |                      |                      |
| 2013-2014  | Colts de Barrie                  | LHO          | 68  | 24               | 27               | 51               | 28               | 11               | 2  | 5                    | 7                    | 8                    |                      |                      |
| 2014-2015  | Colts de Barrie                  | LHO          | 68  | 43               | 61               | 104              | 54               | 9                | 6  | 4                    | 10                   | 12                   |                      |                      |
| 2015-2016  | Colts de Barrie                  | LHO          | 59  | 51               | 55               | 106              | 50               | 15               | 10 | 11                   | 21                   | 14                   |                      |                      |
| 2016-2017  | Heat de Stockton                 | LAH          | 66  | 20               | 21               | 41               | 64               | 5                | 1  | 2                    | 3                    | 2                    |                      |                      |
| 2017-2018  | Heat de Stockton                 | LAH          | 39  | 21               | 25               | 46               | 20               | -                | -  | -                    | -                    | -                    |                      |                      |
| 2017-2018  | Flames de Calgary                | LNH          | 10  | 0                | 0                | 0                | 2                | -                | -  | -                    | -                    | -                    |                      |                      |
| 2018-2019  | Heat de Stockton                 | LAH          | 15  | 9                | 8                | 17               | 20               | -                | -  | -                    | -                    | -                    |                      |                      |
| 2018-2019  | Flames de Calgary                | LNH          | 44  | 8                | 5                | 13               | 12               | 5                | 1  | 0                    | 1                    | 0                    |                      |                      |
| 2019-2020  | Flames de Calgary                | LNH          | 68  | 17               | 15               | 32               | 18               | 10               | 2  | 3                    | 5                    | 6                    |                      |                      |
| 2020-2021  | Flames de Calgary                | LNH          | 56  | 18               | 14               | 32               | 24               | -                | -  | -                    | -                    | -                    |                      |                      |
| 2021-2022  | Flames de Calgary                | LNH          | 82  | 35               | 20               | 55               | 38               | 12               | 3  | 3                    | 6                    | 10                   |                      |                      |
| 2022-2023  | Flames de Calgary                | LNH          | 82  | 17               | 26               | 43               | 40               | -                | -  | -                    | -                    | -                    |                      |                      |
| 2023-2024  | Flames de Calgary                | LNH          | 75  | 14               | 26               | 40               | 47               | -                | -  | -                    | -                    | -                    |                      |                      |
| Totaux LNH | Totaux LNH                       | Totaux LNH   | 417 | 109              | 106              | 215              | 181              | 27               | 6  | 6                    | 12                   | 16                   |                      |                      |

### En équipe nationale
| Année | Équipe | Compétition          |    | PJ | B | A  | Pts | Pun           |  | Résultat |
| 2021  | Canada | Championnat du monde | 7  | 7  | 4 | 11 | 0   | Médaille d'or |  |          |
| 2024  | Canada | Championnat du monde | 10 | 1  | 6 | 7  | 2   | 4e place      |  |          |

## Trophées et honneurs personnels
LHO
- 2013-2014 : nommé dans l'équipe des recrues
- 2015-2016 : nommé dans la deuxième équipe d'étoiles

International
- Championnat du monde 2021 : nommé joueur par excellence
- Championnat du monde 2021 : nommé dans l'équipe d'étoiles du tournoi